# Conosanus obsoletus
Conosanus obsoletus är en insektsart som beskrevs av Carl Ludwig Kirschbaum 1858. Conosanus obsoletus ingår i släktet Conosanus och familjen dvärgstritar. Arten är reproducerande i Sverige. Inga underarter finns listade i Catalogue of Life.